# Il mistero del cortile
Il mistero del cortile è una miniserie televisiva italiana del 1999 diretta da Paolo Poeti. 
È il primo capitolo della saga Delitti e segreti, seguito da Morte di una ragazza perbene, Un colpo al cuore, Senso di colpa e Tutto in quella notte.

## Trama
La psichiatra Paola Angeli, in crisi col marito, va a vivere da sola. Una notte, guardando dalla finestra si vede una ragazza entrare nella finestra di fronte e il giorno dopo viene trovata uccisa con molte coltellate.